# آمبینانیساکانا
آمبینانیساکانا (انگلیسی: Ambinanisakana) یک منطقهٔ مسکونی در ماداگاسکار است که در ناحیه سوآنیرانا ایوونگو واقع شده‌است.